# Sambród (jezioro)
Sambród (niem. Samrodt) – jezioro o powierzchni 132 ha, położone między wsiami Sambród (na południowy zachód) i Małdyty (na północny zachód), w gminie Małdyty, powiat ostródzki, województwo warmińsko-mazurskie.

## Charakterystyka
Jezioro leżące na trasie Kanału Elbląskiego, na północ od jeziora Ruda Woda i na północny zachód od Małdyt. Jest to jezioro rynnowe ułożone w kierunku południkowym, stosunkowo płytkie (średnia głębokość wynosi zaledwie 1,9 m, maksymalna - 4,3 m). Linia brzegowa o długości 10 400 m. Jezioro składa się z dwóch plos, połączonych przesmykiem. Na plosie południowym znajduje się wyspa (powierzchnia 0,8 ha, porośnięta krzakami). Jezioro jest podzielone nasypem kolejowym, pod którym znajduje się szerokie połączenie wodne. Wzdłuż wschodniego brzegu jeziora biegnie linia kolejowa (trasa Olsztyn-Gdańsk). Wśród roślinności wodnej licznie występują: ramienice, rdestnice, osoka aloesowata. Brzegi są niskie, miejscami tylko wzniesione i pagórkowate. Jezioro otoczone polami i łąkami oraz w części południowej zabudową mieszkalną (Małdyty). W południowo-czachodniej części znajdują się nadbrzeżne lasy, a nieco dalej rezerwat torfowiskowy Zielony Mechacz, ze stanowiskiem maliny moroszki.
Kształt jeziora Sambród został znacznie zmieniony podczas budowy Kanału Elbląskiego. Budowniczy kanału, Georg Jacob Steenke podczas prowadzonych w latach 1844-1861 prac obniżył poziom jeziora Sambród o ponad 5,5 m, aby zrównać go z poziomem jeziora Jeziorak, które uczynił bazowym zbiornikiem wody dla kanału. Usuwaną wodę odprowadzono Drwęcą do Wisły. Znaczne wypłycenie spowodowało wynurzenie się z wód jeziora wyspy i  tendencję do zarastania jeziora.
W rybostanie występują: lin, szczupak, karaś.